# محمد بن سعد بن منیع
ابوعبدالله محمد بن سعد بن مَنِیع (۱۶۸–۲۳۰ ق / ۷۸۴–۸۴۵ م) مشهور به ابن سعد مورخ و سیره‌نویس مشهور اهل بصره بود. اما بیشتر عمر خود را در شهر بغداد زندگی کرد. او کاتب و منشی واقدی یکی دیگر از سیره‌نویسان نخستین بود. وی در میان دانشمندان و مورخین بعد از خود به ثقه بودن و مورد اعتماد بودن در نقل روایات شهرت داشت؛ و به همین خاطر مورخین بعد از او بسیار به او ارجاع داده‌اند. ابن سعد در ۸۴۵ میلادی در سن ۶۲ سالگی در همان بغداد درگذشت و در کنار دروازهٔ شام در بغداد به خاک سپرده شد.
تألیف مفصل و کم‌نظیر ابن سعد، کتاب طبقات الکبری است. این کتاب با سیرهٔ پیامبر اسلام آغاز می‌شود و با شرح احوال صحابه، عالمان مدینه و دیگر شهرهای حجاز، شام و مصر، کوفه، بصره، بغداد و برخی دیگر از مراکز علمی آن روزگار ادامه می‌یابد. طبقات را می‌توان گنجینه‌ای در نسب‌شناسی عرب پیش از اسلام دانست. این کتاب تحت سرپرستی ادوارد زاخائو با همکاری جمعی از خاورشناسان بین سال‌های ۱۹۰۴ تا ۱۹۱۸ در ۸ مجلد در لایدن منتشر شد، و بار دیگر در بیروت بر اساس همان نسخه در سال‌های ۱۹۵۷–۱۹۶۰ به چاپ رسید.

## نام و نژاد
ابن سعد در بصره زاده شد و از این رو او ابن سعد بصری خوانده‌اند. او از موالی بود و بیش‌تر تذکره‌نویسان، از جمله شاگردان اش ابن ابی‌دنیا و بلاذری، او را از موالی بنی‌هاشم و برخی دیگر از موالی بنی‌زهره می‌دانند.

## کارها
طبقات الکبری:
مشهورترین اثر وی طبقات الکبری است که حاجی خلیفه آن را بزرگترین نوشته در طبقات روات دانسته‌است. این کتاب، برای نخستین بار آگاهیهای جامع و گسترده‌ای را دربارهٔ صحابه و تابعین و عالمان، تا زمان خود ارائه داد. شمار مشایخ او در طبقات قریب دویست و پنجاه نفر است که سلیمی نام نود ونه نفر یاد شده در بخش الطبقة الخامسة را با شرح حال کوتاه آن‌ها آورده‌است. کتاب ابن سعد از طریق دو شاگرد وی حارث بن محمد بن ابی اسامه و حسین بن محمد بن فهم به دست ما رسیده‌است. مطالب آن بسیار قابل توجه و در موارد فراوانی منحصر به فرد است. وی در ابتدا آگاهیهایی در مورد نسب شخص به دست می‌دهد که از این جهت بسیار مغتنم است. پس از نقل اخبار مربوط به شخص، از قیافه و وضعیت هیکل و آرایش لباس وی نیز سخن می‌گوید. این قبیل آگاهیها به ندرت در منابع دیگر یافت می‌شود. در واقع باید گفت آثار موجود، کهن‌ترین آگاهیهای شمائل شناسانه نسبت به پیامبر اسلام و صحابه و تابعین از طبقات ابن سعد است.
ابن سعد جدای از دو جزء نخست که در سیرهٔ رسول خدا است، در مجلدات دیگر که تراجم صحابه و تابعین است شیوهٔ خاصی را انتخاب کرده‌است. وی در وهلهٔ نخست بخشی را به مردان و بخشی را به زنان اختصاص داده‌است. جزء اخیر کتاب اختصاص به زنان دارد. نخستین مجلدات، ویژهٔ صحابه است که وی آن‌ها را به پنج طبقه تقسیم کرده و مبنای او تقدم آن‌ها در ایمان آوردن و فضل و شرف آن‌ها در مسلمانی بوده‌است. نخستین طبقه اصحاب بدر هستند که در داخلهٔ آن از افرادی که به پیامبر نزدیکند (بنی هاشم) آغاز کرده و دیگران را در ادامه می‌آورد. در مورد هر خانواده، ابتدا افراد اصلی آن تیره را نوشته و سپس همپیمانان و موالی آن‌ها را ثبت می‌کند. پس از تمام شدن مهاجران بدری، به سراغ انصار می‌رود؛ ابتدا اوسی‌ها و سپس خزرجی‌ها را یاد می‌کند. طبقهٔ دوم صحابه، صحابیان قدیمی اند که در بدر شرکت نداشتند. از جملهٔ آن‌ها مهاجران حبشه‌اند. طبقهٔ سوم صحابه شرکت کنندگان در خندق هستند تا مسلمان شده‌های فتح مکه. طبقهٔ چهارم مسلمان شده‌های فتح مکه‌اند و طبقهٔ پنجم کسانی اند که در وقت رحلت پیامبر اسلام خردسال بوده‌اند و در هیچ‌یک از جنگ‌ها شرکت نداشته‌اند.
سبک وی، همان سبک حدیثی است و لذا نوع اخبار وی به صورت مسند ارائه می‌شود. طبقات به قدری از نظر اطلاعات اجتماعی و فردی اهمیت دارد که بدون آن نمی‌توان قرن اول و دوم هجری را شناخت. افزون بر اینها، کتاب طبقات ابن سعد به لحاظ ساختار، اطلاعاتی را دربارهٔ شهرهای مختلف و حضور صحابه و تابعین در آن‌ها و نیز مهاجرت برخی از قبائل به شهرها ارائه می‌دهد که بسیار مفید است.